# Quận Macon, Alabama
Quận Macon là một quận thuộc tiểu bang Alabama, Hoa Kỳ.
Quận này được đặt tên theo Nathaniel Macon, thượng nghị sĩ của Thượng viện Hoa Kỳ từ bang North Carolina. Theo điều tra dân số của Cục điều tra dân số Hoa Kỳ năm 2000, quận có dân số 24.105 người. Quận lỵ đóng ở Tuskegee.6.